# Mycetophila chaoi
Mycetophila chaoi är en tvåvingeart som beskrevs av Wu och He 1997. Mycetophila chaoi ingår i släktet Mycetophila och familjen svampmyggor. Inga underarter finns listade i Catalogue of Life.